# Sécurité sociale en Irlande
La Sécurité sociale en Irlande est composée du régime pour les salariés et du régime pour les indépendants. Elle est sous la tutelle du ministère de la protection sociale et du ministère de la santé. Elle propose trois types de prestations : les prestations contributives, les prestations non  contributives et les prestations universelles.